# Инициатива
Инициатива (от лат. initium — начало) — принятие самостоятельного решения человеком, форма проявления его общественной активности. Синоним - почин.
Инициатива определяется как аксиоматическое обозначение признака несимметричности взаимодействия живого объекта с произвольными объектами. Указывает на наличие у объекта способности к самостоятельному действию, изменяющему собственное состояние, вопреки естественной инерции.

Понятие «инициатива» обусловлено тем, что оно не существует во взаимодействиях объектов неживой Природы, подчинённой естественному Закону сохранения величины и направления скорости своего относительного движения (импульса). Понятие инициатива возникает в связи с естественной способностью живых объектов самопроизвольно (самостоятельно) изменять величину и (или) направление скорости своего относительного движения.

В то время как неживой, естественный объект в реальной природе, в отсутствие воздействия со стороны, сохраняет своё прямолинейное и равномерное движение (Закон инерции), даже самый примитивный живой объект обладает способностью в той или иной мере менять как величину, так и направление своего движения, то есть совершать намеренные действия. В частности, живые объекты способны самостоятельно изменять направление своего движения, чтобы избирательно избегать или инициировать (намеренно произвести) конкретное столкновение, а также изменить свою скорость, чтобы догнать или отстать от другого объекта и т. д.

В связи с этим естественным свойством инициатива для человека, способного самовольно определять необходимость выполнения или невыполнения того или другого действия, становится первостепенной характеристикой любого его поступка, определяемого понятием «авторство».

Особую актуальность инициатива приобретает в совершении предосудительных поступков и определении меры адекватности их наказания в правонарушениях, и не менее важную роль играет при поощрении и награждении полезных действий.